# Nocohutia
Nocohutia (Geocapromys) – rodzaj ssaków z podrodziny hutii (Capromyinae) w obrębie rodziny kolczakowatych (Echimyidae).

## Rozmieszczenie geograficzne
Rodzaj obejmuje gatunki występujące w zachodniej, wschodniej i środkowej Jamajce i na Bahamach.

## Morfologia
Długość ciała (bez ogona) 280–448 mm, długość ogona 40–64 mm; masa ciała ok. 2 kg.

## Systematyka
Rodzaj zdefiniował w 1901 roku amerykański zoolog Frank Michler Chapman w artykule zatytułowanym Rewizja rodzaju Capromys, opublikowanym w czasopiśmie „Bulletin of the American Museum of Natural History”. Chapman wymienił trzy gatunki – Capromys brownii J.B. Fischer, 1830, Capromys ingrahami J.A. Allen, 1891 i †Capromys brachyurus thoracatus F.W. True, 1889 – nie wskazując gatunku typowego; gatunkiem typowym jest (późniejsze oznaczenie) Capromys brownii J.B. Fischer, 1830 (nocohutia jamajska).

### Etymologia
- Geocapromys: gr. γεω- geō- ‘ziemny-’, od γη gē ‘ziemia’; rodzaj Capromys Desmarest, 1822 (hutia) (gr. καπρος kapros ‘dzik’; μυς mus, μυος muos ‘mysz’); w aluzji do — wyjątkowego w stosunku do pokrewnych gatunków z rodzaju Capromys — naziemnego trybu życia[9][10].
- Synodontomys: gr. συν sun ‘razem’[11]; οδους odous, οδοντος odontos ‘ząb’[12] ; μυς mus, μυος muos ‘mysz’[13]. Gatunek typowy (oryginalne oznaczenie): Capromys columbianus F.M. Chapman, 1892.

### Nazewnictwo zwyczajowe
W wydanej w 2015 roku przez Muzeum i Instytut Zoologii Polskiej Akademii Nauk publikacji „Polskie nazewnictwo ssaków świata” dla rodzaju tych gryzoni nadano nazwę nocohutia.

### Podział systematyczny
Do rodzaju należą następujące dwa współcześnie żyjące i trzy wymarłe po 1500 roku gatunki:
| Grafika | Gatunek                 | Autor i rok opisu                             | Nazwa zwyczajowa   | Podgatunki         | Rozmieszczenie geograficzne                                                                                  | Podstawowe wymiary                              | Status IUCN |
| ------- | ----------------------- | --------------------------------------------- | ------------------ | ------------------ | --- | ----------------------------------------------- | ----------- |
|         | Geocapromys thoracatus  | (F.W. True, 1888)                             | nocohutia wyspowa  | gatunek monotypowy | endemit Hondurasu: znany tylko z Cisne Pequeño w Zatoce Honduraskiej                                         | DC: 31–34 cm DO: 5,7–7 cm MC: brak danych       | EX          |
|         | Geocapromys caymanensis | G.S. Morgan, MacPhee, R. Woods & Turvey, 2019 |                    | gatunek monotypowy | endemit Kajmanów: Cayman Brac i Wielki Kajman                                                                | DC: brak danych DO: brak danych MC: brak danych | NE          |
|         | Geocapromys brownii     | (J.B. Fischer, 1830)                          | nocohutia jamajska | gatunek monotypowy | endemit Jamajki: silnie rozdrobniony zasięg występowania                                                     | DC: 37–45 cm DO: 4–6,4 cm MC: powyżej 2 kg      | EN          |
|         | Geocapromys ingrahami   | J.A. Allen, 1891                              | nocohutia bahamska | gatunek monotypowy | endemit Bahamów: znany tylko ze wschodniej Plana Cays; introdukowany na Little Wax Cay i Warderick Wells Cay | DC: 28–32 cm DO: około 5,5 cm MC: brak danych   | CR          |
|         | Geocapromys columbianus | F.M. Chapman, 1901                            | nocohutia kubańska | gatunek monotypowy | endemit Kuby: główna wyspa i Isla de la Juventud                                                             | DC: brak danych DO: brak danych MC: brak danych | EX          |

Kategorie IUCN:  EN  – gatunek zagrożony,  CR  – gatunek krytycznie zagrożony,  EX  – gatunek wymarły;  NE  – gatunki niepoddane jeszcze ocenie.